# São Lourenço em Dâmaso (título cardinalício)
O título cardinalício de São Lourenço no Teatro de Pompeu foi criado pelo Papa Evaristo em cerca de 112 e foi confirmado pelo Papa Dâmaso I, que supostamente ocupou este título como cardeal, em 366.
O título continuou a aparecer nas listas dos séculos VI, VII até o Século XII, quando finalmente passou a ser chamado de São Lourenço em Damaso. Com a bula papal Etsi ad singula de 5 de julho de 1532, o Papa Clemente VII adjudicou em perpetuidade o título para o vice-chanceler da Igreja Católica Romana, independentemente do seu grau de Cardeal (presbítero, diácono ou bispo). Esta regra vigorou até 1973, quando o Papa Paulo VI aboliu o cargo de vice-chanceler.
Sua igreja titular é San Lorenzo in Damaso.

## Titulares protetores
- Dâmaso (?-366) Eleito Papa Dâmaso I
- Bonifácio (circa 415-418) Eleito Papa Bonifácio I
- Próspero da Aquitânia (?) (432?-?)
- Projetício (494 o 492-?)
- Lorenzo (499-500)
- Especioso (ou Espécio) (500?-?)
- Especioso (590-?)
- Epifânio (731- 745)
- Leão (745- 761)
- Marinho (761-?)
- Leão (853-?)
- Adriano (875-?)
- Cristóvão (circa 900-903)
- Pedro (946- 964)
- Pedro (964 - 993)
- Pedro (1012- circa 1027)
- João (1033- 1049)
- Leão (1049- circa 1072)
- Risão (ou Rico) (1088-1112)
- Adeodato (depois de 1112-1129)
- Estêvão (1130-1133)
- Yves, C.R.S.A., (1133-1137)
- Ângelo (?) (1137-1143)
- Guido Moricotti (1143- circa 1150)
- Nicolau (1150-1151)
- Giovanni Paparoni (ou Paparo, ou Paperão) (1151- circa 1158)
- Pietro di Miso (1166-1182)
- Otão (1172-1173) pseudocardeal do Antipapa Calisto III
- Uberto Crivelli (1182-1185) Eleito Papa Urbano III
- Pedro (1188-1190)
- Pierre Duacensis (ou da Douai) (1216)
- Pietro Campano (ou Campanus), O.S.B. (1216-1217)
- Matteo d'Acquasparta, O.F.M. (1288-1291)
- Francesco Ronci, O. Coel. (1294)[1]
- Nicolas de Nonancour (ou l'Aide) (depois de 13 de outubro de 1294-1299)[1]
- Arnaud Nouvel (ou Novelli), O.Cist., in commendam (1317)
- Hughes Roger, O.S.B. (1342-1363)
- Pierre de Banac (ou de Chinac) (1368-1369)
- Pietro Corsini (1370-1374)
- Bartolomeo de Coturno, O.F.M. (1381-1386)
- Angelo Acciaioli (1386-1397)
- Giordano Orsini (1409-1412)
- Juan Martínez de Murillo, O.Cist., (1419-1420), pseudocardeal do Antipapa Bento XIII
- vacante (1420-1440)
- Aleksander Ziemowit (1440-1449), pseudocardeal do Antipapa Félix V
- Ludovico Trevisano (ou Scarampi-Mezzarota) (1440-1465)
- Juan de Mella (1465-1467)
- vacante (1467-1480)
- Raffaele Sansoni Galeotti Riario (1480-1503); in commendam (1503-1517)
- Giulio de' Medici (1517-1523)
- Pompeo Colonna (ou Pompeio) (1524-1526); in pectore (1526-1527); reinstalado (1527-1532)
- Hipólito de Médici (1532-1535)
- Alessandro Farnese (1535-1564); in commendam (1564-1589)
- Alessandro Damasceni Peretti, pro illa vice diaconia (1589-1620); in commendam (1620-1623)
- Ludovico Ludovisi (1623-1632)
- Francesco Barberini, diaconia pro illa vice (1632-1644); titular (1644-1645); in commendam (1645-1679)
- Lorenzo Raggi (1679-1680)
- Vacante (1680-1689)
- Pietro Ottoboni, diaconia pro illa vice (1689-1724); titular (1724-1725); in commendam (1725-1740)
- Tommaso Ruffo, in commendam (1740-1753)
- Girolamo Colonna di Sciarra (1753-1756)
- Alberico Archinto (1756-1758)
- Carlo Rezzonico (1758-1763)
- Henrique Benedito Stuart, in commendam (1763-1807)
- Francesco Carafa della Spina di Traetto (1807-1818)
- Giulio Maria della Somaglia, in commendam (1818-1830)
- Tommaso Arezzo, in commendam (1830-1833)
- Carlo Odescalchi, in commendam (1833-1834)
- Carlo Maria Pedicini, in commendam (1834-1843)
- Tommaso Bernetti (1844-1852)
- Luigi Amat di San Filippo e Sorso, in commendam (1852-1878)
- Antonio Saverio De Luca, in commendam (1878-1883)
- Teodolfo Mertel (1884-1899)
- Lucido Parocchi, in commendam (1899-1903)
- Antonio Agliardi (1903-1915)
- Ottavio Cagiano de Azevedo (1915-1927)
- Andreas Früwirth, O.P. (1927-1933)
- Tommaso Pio Boggiani, O.P. (1933-1942)
- Celso Constantini (1958)
- Santiago Copello (1959-1967)
- Luigi Traglia (1968-1972) (último Chanceler da Santa Igreja)
- Narciso Jubany Arnau (1973-1996)
- Antonio María Rouco Varela (1998-)